# Рапп, Вирджиния
Вирджи́ния Кэ́ролайн Рапп (англ. Virginia Caroline Rappe, 7 июля 1891 — 9 сентября 1921) — американская модель и актриса немого кино. В кино она снималась в эпизодических ролях и стала известной лишь после своей смерти, явившейся следствием событий, произошедших на вечеринке Роско Арбакла, который был обвинен в её убийстве, хотя потом был оправдан.

## Детство и карьера
Вирджиния Кэролайн Рапп родилась в Чикаго 7 июля 1891 года. Её мать, Мейбл Рапп, не была замужем, и умерла, когда Вирджинии было 11 лет. После чего Вирджиния стала воспитываться бабушкой в Чикаго, где в 14 лет стала работать коммерческой и арт-моделью.
В 1916 году она переехала в Сан-Франциско, чтобы работать натурщицей, где встретила модельера и дизайнера Роберта Московица, с которым она была помолвлена. Вскоре после помолвки Московиц погиб в результате несчастного случая в трамвае, после чего Рапп переезжает в Лос-Анджелес. В начале 1917 года она была приглашена режиссёром Фрэдом Бэлшофером на главную роль в его фильме «Райский сад», где так же снимался популярный актёр Харольд Локвуд. Затем Бэлшофер снова пригласил её на второстепенную роль, вместе с Джулианом Элтиндже и начинающим Рудольфо Валентино, в фильм «Через Рейн», за который она была названа «Лучшей одетой девушкой на фотографии». В 1920 году Бэлшофер перемонтировал фильм и выпустил повторно под названием «Авантюристка» и позднее, в 1922 году, как «Остров любви».
В 1919 году у неё начались отношения с режиссёром и продюсером Генри Лерманом, с которым Рапп в итоге обручилась. Она появились как минимум в четырёх фильмах Лермана: «Его музыкальные пристрастия», «Сумеречный малыш», «Ирландский удар», и «Игры леди». Поскольку многие фильмы Лермана были утеряны, точное количество ролей, сыгранных в его картинах, неизвестно.

## Смерть
Обстоятельства смерти Рапп в 1921 году стали причиной большого голливудского скандала и были широко освещены средствами массовой информации. Во время вечеринки в честь празднования Дня труда 5 сентября 1921 года в номере 1219 отеля Westin St. Francis, Рапп предположительно изнасиловал актёр Роско Арбакл.
Умерла 9 сентября 1921 года от перитонита, вызванного разрывом мочевого пузыря. Похоронена на голливудском кладбище Hollywood Forever, позднее рядом с ней похоронен Генри Лерман, с которым она была обручена.
Точные события того вечера до сих пор не ясны, со слов свидетелей, появляется множество версий того, что произошло. Утверждалось, что Вирджиния погибла от сексуального насилия, совершённого Арбаклом. Бамбина Мод Делмонт, участвовавшая в трагической вечеринке, познакомившаяся с Рапп за несколько дней до этого, обвиняла Арбакла в убийстве. Делмонт и сама была, что называется «не подарок», она свидетельствовала против Арбакла на всех трех судебных заседаниях и сама когда-то была осуждена за вымогательство.
Другие свидетели дали показания, что Вирджиния страдала от хронического цистита, который обострялся каждый раз, когда она выпивала. Так же говорилось о том, что Рапп страдала от венерических заболеваний, и причиной её смерти скорее стало подорванное здоровье, нежели нападение.

После трех судебных заседаний Арбакл был оправдан, на последнем заседании прозвучало извинение присяжных в его адрес: 
Оправдания не достаточно для Роско Арбакла. Мы чувствуем, что отнеслись несправедливо по отношению к нему… ведь в обвинении не было ни малейших доказательств, которые могли бы хоть каким-либо образом обвинить его в совершении этого преступления. Он очень мужественно рассказал нам истинную историю, в которую мы не верили. Мы желаем ему успеха и надеемся, что американский народ положительно воспримет решение четырнадцати мужчин и женщин, что Роско Арбакл невиновен и с него сняты все обвинения.
Этот случай изучали учёные и историки на протяжении многих лет. О нём написано несколько книг, в которых подробно проанализирован сам случай и его последствия.

## Фильмография
| Год  |     | Русское название            | Оригинальное название     | Роль                |
| ---- | --- | --------------------------- | ------------------------- | ------------------- |
| 1916 | ф   | Глупая дева                 | The Foolish Virgin        | продавщица          |
| 1917 | кор | Его брачная ночь            | His Wedding Night         | женщина в машине    |
| 1917 | ф   | Райский сад                 | Paradise Garden           | Марша Ван Уик       |
| 1918 | кор | Дикая женщина и ручные львы | Wild Women and Tame Lions | н/д                 |
| 1918 | кор | Его музыкальные пристрастия | His Musical Sneeze        | Люси Баттс          |
| 1919 | кор | —                           | A Twilight Baby           | Вирджиния           |
| 1919 | ф   | —                           | Fantasy                   | н/д                 |
| 1920 | ф   | Авантюристка                | An Adventuress            | Ванетт              |
| 1920 | ф   | —                           | The Kick in High Life     | гостья на вечеринке |
| 1920 | ф   | —                           | Wet and Warmer            | гостья в отеле      |
| 1920 | кор | Удар ирландцев              | The Punch of the Irish    | объект внимания     |
| 1921 | кор | —                           | A Game Lady               | другая игра         |
| 1921 | кор | —                           | The Misfit Pair           | н/д                 |